# Свенссон, Карл-Эрик
Карл-Эрик Свенссон (швед. Carl-Erik Svensson; 20 февраля 1891, Гётеборг — 9 ноября 1978, Стокгольм) — шведский гимнаст, чемпион летних Олимпийских игр 1912 в командном первенстве по шведской системе.